# Cyril Barthe
Cyril Barthe (* 14. Februar 1996 in Sauveterre-de-Béarn) ist ein französischer Radrennfahrer.

## Sportlicher Werdegang
Nach dem Wechsel in die U23 wurde Barthe zunächst Mitglied im Nachwuchsteam von Euskaltel Euskadi. Aufgrund seiner Herkunft aus dem Béarn unmittelbar an der Grenze zum französischen Baskenland war er erst der zweite Nicht-Spanier im rein baskischen Team nach Thierry Elissalde in den 1990er Jahren. 2017 gewann er zwei Etappen des U23-Rennes der Portugal-Rundfahrt. Nachdem er in derselben Saison noch als Stagaire eingesetzt war, wurde er zur Saison 2018 Mitglied im Nachfolgeteam Euskadi-Murias. Der Etappenerfolg beim Grande Prémio Internacional de Torres Vedras 2018 war sein erster Erfolg auf der UCI Europe Tour. Zudem wurde er französischer U23-Meister im Straßenrennen.
Nach Auflösung seines Teams wechselte Barthe zur Saison 2020 zum Team B&B Hotels-KTM sowie nach dessen Auflösung 2023 zum Team Burgos-BH. Für alle drei UCI ProTeam nahm er jede Saison einmal an einer Grand Tour teil, die er jedes Mal beendete. Erst in der Saison 2023 erzielte er bei der Volta ao Alentejo seinen nächsten Karriereerfolg.
Zur Saison 2024 wechselte Barthe zum UCI WorldTeam Groupama-FDJ.

## Erfolge
2017
- zwei Etappen Volta a Portugal do Futuro

2018
- Französischer Meister – Straßenrennen (U23)
- Nachwuchswertung Grande Prémio de Portugal
- eine Etappe Grande Prémio Internacional de Torres Vedras

2023
- eine Etappe Volta ao Alentejo

## Grand Tour-Platzierungen
| Grand Tour            | 2019 | 2020 | 2021 | 2022 | 2023 | 2024 | 2025 |
| --------------------- | ---- | ---- | ---- | ---- | ---- | ---- | ---- |
| Giro d’ItaliaGiro     | –    | –    | –    | –    | –    | 72   | –    |
| Tour de FranceTour    | –    | 96   | 88   | 79   | –    | –    | DNF  |
| Vuelta a EspañaVuelta | 86   | –    | –    | –    | 108  | –    |      |